# King Faisal Babes
El King Faisal Babes es un equipo de fútbol de Ghana que juega en la Primera División de Ghana, la segunda liga de fútbol más importante del país.

## Historia
Fue fundado en la ciudad de Kumasi y su único título ganado en su historia ha sido la Copa Coca Cola Top 4 en el año 2004.
A nivel internacional ha participado en 3 torneos continentales, donde su mejor participación ha sido en la Copa Confederación de la CAF 2005, alcanzando la fase de grupos.

## Palmarés
- Copa Coca Cola Top 4: 1

2004

## Participación en competiciones de la CAF
| Temporada | Torneo                       | Ronda          | Club             | Casa | Visita | Global    |
| --------- | ---------------------------- | -------------- | ---------------- | ---- | ------ | --------- |
| 2004      | Copa Confederación de la CAF | 1              | Dynamos FC       | 4-0  | 1-0    | 5-0       |
| 2004      | Copa Confederación de la CAF | 2              | Santos           | 1-1  | 1-2    | 2-3       |
| 2005      | Copa Confederación de la CAF | Preliminar     | Sierra Leona     | dq1  | dq1    | dq1       |
| 2005      | Copa Confederación de la CAF | 1              | ASEC Ndiambour   | 3-0  | 1-1    | 4-1       |
| 2005      | Copa Confederación de la CAF | 2              | Bendel Insurance | 1-0  | 0-0    | 1-0       |
| 2005      | Copa Confederación de la CAF | 3              | Red Arrows FC    | 3-2  | 1-1    | 4-3       |
| 2005      | Copa Confederación de la CAF | Fase de grupos | Fello Star       | 2-0  | 1-0    | 2.º Lugar |
| 2005      | Copa Confederación de la CAF | Fase de grupos | AS Marsa         | 2-1  | 1-0    | 2.º Lugar |
| 2005      | Copa Confederación de la CAF | Fase de grupos | FAR Rabat        | 1-2  | 1-2    | 2.º Lugar |
| 2006      | Copa Confederación de la CAF | 1              | AS Bamako        | 0-0  | 0-1    | 0-1       |

1- Los equipos de Sierra Leona fueron descalificados.

## Jugadores

### Jugadores destacados
| - Salou Ibrahim - Samuel Kuffour - Mohammed Abdulai - Godwin Ablordey - Yaw Acheampong - Baba Adamu - Daniel Addo - Joe Agyemang - Owusu Agyemang - Lawrence Aidoo - Sumaila Alhassan Nyaya - Eric Amoako Agyemang - Owusu Ampomah - Enoch Ebo Andoh - Osei Antwi - Prince Antwi - Thomas Avorgbedor - Ronaldo Awudu | - Peter Ayine - Emmanuel Baffoe - Stephen Baidoo - Ibrahim Basit - Yussif Chibsah - Nana Yaw Darlington - Ishaak Debrah - Steve Debrah - Mark Edusei - Kweku Essien - Micky Kwadwo Fosu - Bashiru Gambo - Eric Gawu - Baba Iddi - Sadat Kalilu - Abubakari Kankani - Ofosu Mickey - Habib Mohamed | - Basik Mohammed - Hamza Mohammed - Francis Ofori - Eric Kweku Opoku - Abdul Samad Oppong - Edmund Owusu-Peprah - Eric Kwaku Poku - Kwabena Poku - Kwadwo Poku - Abedi Sarfo - Illiasu Shilla - Ibrahim Tanko - Skelley Adu Tutu - Alhassan Yahaya - Sumaila Yahaya - Abubakari Yahuza |